# پلکسیس
پلکسیس بسته نرم‌افزاری بر پایه روش اجزای محدود برای حل مسائل ژئوتکنیکی در محیط‌های خاکی و سنگی بکار می‌رود. این نرم‌افزار اولین بار در دانشگاه دلفت هلند توسط پروفسور پیتر فرمییر به عنوان تز دکترا نوشته شد و انتخاب آن بر مبنای کلمات کرنش سطحی متقارن محوری صورت گرفت. دکتر فرمیییر پس از اخذ مدرک دکتری در دانشگاه اشتوتگارت به همراه تیم علمی دانشگاه دلفت برای سه دهه این نرم‌افزار را توسعه دادند.

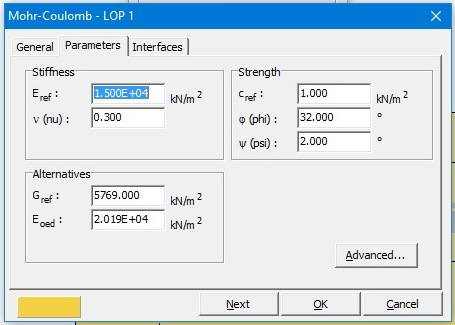
پارامترهای ورودی مدل رفتاری موهر کولمب برای مصالح خاکی